# The Many Saints of Springfield
«Los numerosos santos de Sprinfield» —título original: «The Many Saints of Springfield»— es el decimotercer episodio de la trigésimo cuarta temporada de la serie de televisión de animación estadounidense Los Simpson, y el 741 en total. Se emitió en los Estados Unidos en Fox el 19 de febrero de 2023. El episodio fue dirigido por Bob Anderson y escrito por el showrunner de la serie Al Jean.
En este episodio, Ned Flanders va a trabajar para el Gordo Tony, pero su vida se vuelve peligrosa después de enterarse de lo que hace Fat Tony. Paul Fusco actuó como estrella invitada. El episodio recibió críticas mixtas.
El episodio fue dedicado en memoria de David Crosby, que apareció en «Marge in Chains» y «Homer's Barbershop Quartet». El título del episodio es una referencia a la película de 2021 The Many Saints of Newark. El título de la serie no aparece en el episodio. El episodio comienza con un gag del sofá, seguido de una secuencia de nubes con el texto «Los Muchos Santos de Springfield» en lugar de «Los Simpson».

## Trama
El cubo de basura de Ned Flanders explota y Marge ve a Ned apagando el fuego. Tras varias experiencias cercanas a la muerte más, Marge obliga a Ned a explicarle la situación. Cuando era profesor en la escuela primaria de Springfield, fue reprendido por el superintendente Chalmers por decirle a Nelson que rezara. Cuando Ned rezó entonces por Chalmers, fue despedido. Con su iglesia temporalmente cerrada, Ned fue a rezar a una iglesia católica y conoció a Fat Tony, que decide financiar el Leftorium para Ned.
Ned y Fat Tony se hicieron amigos. Cuando Lisa vio a Ned y al Gordo Tony juntos, intentó explicarle que el Gordo Tony era un jefe de la mafia, pero Ned se negó a creerlo. Le dijo que Homer era más criminal que Tony el Gordo. Más tarde, cuando Ned se enfrentó a Tony el Gordo, éste lo admitió y amenazó de muerte a Ned.
En el presente, la casa y la iglesia de Ned son destruidas, por lo que se queda en el ático de los Simpson sobre el garaje. La mafia descubre dónde se esconde Ned, pero éste ha ido a enfrentarse de nuevo al Gordo Tony. Cuando la mafia llega, Ned revela que ha estado trabajando con el FBI desde que Lisa le advirtió, y arrestan al Gordo Tony y a la mafia.

## Producción
Se reveló que el episodio estaba en producción el 12 de mayo de 2022. El actual showrunner Al Jean publicó una foto del guion del episodio, además de revelar que se trata del Episodio 740 y que Bob Anderson será el director del episodio. Anteriormente, Flanders se convirtió en el profesor de Bart en el episodio de la vigésimo novena temporada «Left Behind». El guionista y productor ejecutivo Al Jean quiso explicar por qué Flanders ya no era el profesor de Bart e incluyó la razón como parte de este episodio.
El gag del sofá de acción real fue producido por Stoopid Buddy Stoodios, que produce la serie de televisión Robot Chicken. El episodio se dedicó en memoria del músico David Crosby. Crosby apareció como él mismo en el episodio de la cuarta temporada «Marge in Chains» y en el episodio de la quinta temporada «Homer's Barbershop Quartet».